# Jimmy Bo Horne
Jimmy Bo Horne, (West Palm Beach, 28 september 1949) is een Amerikaans zanger.

## Levensloop en carrière
Horne werd geboren in Florida. In 1978 had hij een eerste hitsucces met de single Dance across the floor (productie:Harry Wayne Casey bekend als zanger van KC and The Sunshine Band).
Tevens in 1978 werd 'Let me (Let me be your lover)' uitgebracht, waarvan samples in 1992 de basis vormden voor 'Connected' van de Stereo MC's.
In 1979 bracht hij You get me hot en Spank uit. Spank is later gebruikt door Ultra Naté voor “Release the Pressure”. Een sample van zijn single Dance across the floor werd in 2007 gebruikt door Cee Lo Green en Christina Aguilera voor hun single Nasty. Ook werd de hit gebruikt bij de film Cidade de Deus. Horne's laatste single was de discoplaat Is It In in 1980.

## Discografie

### Singles
| Single met eventuele hitnotering(en) in de Nederlandse Top 40 | Datum van verschijnen | Datum van binnenkomst | Hoogste positie | Aantal weken | Opmerkingen |
| ------------------------------------------------------------- | --------------------- | --------------------- | --------------- | ------------ | ----------- |
| Dance Across the Floor                                        | 1978                  | 24-06-1978            | 8               | 11           |             |
| Let Me (Let Me Be Your Lover)                                 | 1978                  | 21-10-1978            | 20              | 6            | Alarmschijf |
| Spank                                                         | 1979                  | 14-04-1979            | 35              | 9            |             |
| The Dock of the Bay                                           | 1993                  | 29-05-1993            | tip12           | 4            |             |

| Single met hitnotering(en) in de Vlaamse Ultratop 50 | Datum van verschijnen | Datum van binnenkomst | Hoogste positie | Aantal weken | Opmerkingen |
| ---------------------------------------------------- | --------------------- | --------------------- | --------------- | ------------ | ----------- |
| Dance Across the Floor                               | 1978                  | 08-07-1978            | 7               | 8            |             |

### NPO Radio 2 Top 2000
Van Jimmy "Bo" Horne stond alleen Dance Across the Floor in 2000 in de NPO Radio 2 Top 2000, op plek 1960.
- Bibliothèque nationale de France: cb13987843z (data)
- Gemeinsame Normdatei: 134410904
- International Standard Name Identifier: 0000 0000 5516 7757
- Library of Congress Control Number: no98052178
- MusicBrainz: c2a0d476-95dd-4270-aebe-01323a64c9e9
- Virtual International Authority File: 27261307
- WorldCat: E39PBJxxkRC7fPQXDFj8kkYkjC